# 루카스 레라게르
루카스 레이프 레라게르(덴마크어: Lukas Reiff Lerager, 1989년 7월 27일 ~ )는 덴마크의 축구 선수로, 현재 덴마크 수페르리가의 FC 코펜하겐에서 미드필더로 뛰고 있다.